# SC Magdeburg
SC Magdeburg er en sportsklub fra Magdeburg, der tilbyder atletik, kano, gymnastik, roning, svømning og håndbold. Klubben er berømt for sit håndboldhold, der hedder SC Magdeburg Gladiators af sponsormæssige årsager. Håndboldafdelingen har vundet Mesterholdenes Europa Cup eller Champions League tre gange. De har også vundet både Cup Winners' Cup og EHF Cup'en to gange. Klubben har også vundet det østtyske håndboldmesterskab ti gange fra 1970 til 1991.

## Meritter
- Østtysk mester:
  - 1970, 1977, 1980, 1981, 1982, 1983, 1984, 1985, 1988, 1991 (10 gange)

- Tysk mester:
  - 2001 (1 gang)

- Østtysk pokalmester:
  - 1977, 1978, 1984, 1990 (4 gange)

- Tysk pokalmester:
  - 1996 (1 gang)

- Tysk supercup-vinder:
  - 1996, 2001 (2 gange)

- Mesterholdenes Europa Cup / Champions League:
  - 1978, 1981, 2002, 2023, 2025 (5 gange)

- Cup Winners' Cup:
  - Tabende finalister: 1977, 1979 (2 gange)

- EHF Cup:
  - Vinder: 1999, 2001, 2007 (3 gange)
  - Tabende finalister: 2005

- EM for klubhold:
  - Vinder: 1981, 2001, 2002 (3 gange)
  - Tabende finalister: 1999, 2005

- Klub-VM (Super Globe)
  - Andenplads 2002

## Spillertruppen 2022-23
| Målvogtere - 01 Mike Jensen - 80 Nikola Portner Venstre fløj - 06 Matthias Musche - 22 Lukas Mertens Højre fløj - 11 Daniel Pettersson - 17 Tim Hornke Stregspiller - 02 Lucas Meister - 23 Magnus Saugstrup - 95 Moritz Preuss | Venstre back - 03 Piotr Chrapkowski - 20 Philipp Weber - 34 Michael Damgaard Playmaker - 10 Gísli Þorgeir Kristjánsson - 24 Christian O'Sullivan - 25 Marko Bezjak Højre back - 14 Ómar Ingi Magnússon - 31 Kay Smits |